# Авианосцы типа «Сёкаку»
Авиано́сцы прое́кта «Сёкаку» (Парящий журавль) ВМС Императорской Японии  (яп. 翔鶴型航空母艦 сё:каку гатако:ку:бокан) — тяжёлые авианосцы Императорской Японии 1940-х гг. Проект включал два корпуса: Сёкаку (с яп. парящий журавль) и Дзуйкаку (с яп. священный журавль). На момент ввода в строй (1941 г.) крупнейшие специализированные авианосцы в мире.

## История проекта
По оперативным замыслам Главного штаба ВМС, костяк сил корабельной авиации в Императорской Японии должна была составить серия крупных, быстроходных и вооруженных кораблей, строительство которых до конца 1930-х гг. сдерживалось международные договорами об ограничении ВМС от 1922 г. и 1930 г. Облик серийного тяжелого авианосца ВМС полностью проявился в проекте Сорю. Накопив в 1920-30-х гг. опыт строительства и применения авианосцев (учения и конфликт 1930-х гг. в Китае), перед началом войны Императорская Япония создала наиболее удачный проект АВ серии Сёкаку.
Проект представлял развитие предшествующего Хирю при больших общих размерениях. Прирост 10 тыс. т водоизмещения был использован для усиления бронезащиты и прочностных характеристик, увеличения мощности ГЭУ, мореходности и численности ЛА и усиления средств ПВО. Головной корабль серии (Парящий журавль-Сёкаку) строился в кораблестроительном заводе Главной базы ВМС Иокосука в 1937-39 гг., второй (Священный журавль-Дзуйкаку) — гражданским заводом Кавасаки-Кобэ в 1938-40 гг. С принятием в строй обоих кораблей в составе 5-й дивизии ВМС силы корабельной авиации Императорской Японии по силе становились вторыми в мире.
На предыдущем проекте были исследованы вопросы компоновки, распределения весов, остойчивости и прочности, ПТЗ, размеры, форма и месторасположение надстройки, способы дымоотвода и численность ЛА. Решались и многие другие, важные для ударного авианосца, проблемы. Из-за экспериментов большинство АВ Императорской Японии заведомо имели недостатки, но проект журавлей оказался столь сбалансированным, что его нередко сравнивали с заложенным четыре года позже проектом Эссекс ВМС США. Императорская Япония успела построить только 2 ед. кораблей серии, после которых в разработку были приняты новые проекты с учетом боевого опыта ВМС.

## Конструкция

### Корпус
- Боковой вид проекта Сёкаку
- Проект Сёкаку (эскиз РУ ВМС США, 1941 г.)

Гладкопалубный крейсерский корпус I ранга на основе увеличенного проекта Хирю. Корпус сварной из кремнемарганцовой стали Колвилла (высокопрочная, 0,3 % углерода, 1,5 % марганца). В центральной части корпуса размещены отсеки ГЭУ и паропроизводительной установки, в трюмах оконечностей авиационные бензоцистерны (360 т) и патронные погреба. По сравнению с проектом Хирю, корпус имеет дополнительную палубу, увеличенный развал носовых шпангоутов для мореходности и носовой бульб по типу проекта Ямато для повышения скорости и дальности.
На корпусе смонтирована пространственная ферменная надстройка из девяти состыкованных секций карлингсов и бимсов (242 Х 29 м), которая формирует верхний ангарный ярус торпедоносной и пикировочной эскадрильи, нижний истребительный ярус расположен непосредственно в крейсерском корпусе.
Крейсерский корпус с пространственной ангарной надстройкой соответствует уровню остойчивости линкоров:
- при затоплении небронированных отсеков надводный объём забронированной части должен составить более 25 % (без опрокидывания)
- при затоплении отсеков и оконечностей одного борта корабль сохраняет положительную метацентрическую высоту.

### КП корабля[8]
- Общий вид надстройки АВ Сёкаку (1941 г.)

Башенная четырёхпалубная надстройка правого борта опирается на крейсерский корпус ниже полётной палубы. ГКП корабля включает каюты и ЦБУ штаба дивизии, ЦБУ корабля, оперативные посты штурманской БЧ и артБЧ, авиаБЧ и БЧ связи, посты и средства наблюдения ВНОС, связи и вооружения. На КП смонтированы ночные сигнальные прожекторы, с 1942 г. — инфракрасное оборудование. На полётной палубе установлена оперативная доска с оперативной информацией для летного состава авиаБЧ.
| Палуба      | БЧ                  | Носовая часть                                                   | Кормовая часть                                                  |
| ----------- | ------------------- | --------------------------------------------------------------- | --------------------------------------------------------------- |
| ПВО         | артБЧ               | КП ПВО, бинокуляр ВНОС                                          | КДП-94 антенны РТР и связи прожектор                            |
| Штурманская | Штурманская/артБЧ   | Рулевые посты, окуляры ВНОС, посты корабельной связи, прожектор | Рулевые посты, окуляры ВНОС, посты корабельной связи, прожектор |
| Ходовая     | Штурманская/ АвиаБЧ | ходовые посты и посты РТР                                       | ЦБУ авиаБЧ                                                      |
| Полётная    | Штурманская/ АвиаБЧ | ЦБУ авиаБЧ и штурманской БЧ радиопосты УКВ                      | Доска оперативной информации                                    |

### Винто-рулевая группа
Корабли несут 4 ед. трёхлопастных гребных винтов литой бронзы диаметром 4,2 м. За винтами расположена пара рулей: вспомогательный балансирный (12 м²), главный полубалансирный (34 м²). Пропульсивный коэффициент около 0,5 (идентично проекту Хирю). На ходовых лета 1941 г. корпус Сёкаку развил скорость 34,4 уз. (161 тыс. л. с.), следующий Дзуйкаку 34,6 уз. (168 тыс. л. с.).

### Бронирование
Основное бронирование включает:
- гомогенная бронесталь Виккерс в оконечностях над погребами боезапаса — бронепояс 7 дм на подложке стали Колвилла 2 дм и бронепалуба 5,2 дм на подложке стали Колвилла 1 дм
- гомогенная меднистая бронесталь в районе отсеков ГЭУ — бронепояс и бронепалуба 4,5 см (бронепалуба на подложке стали Колвилла 1 дм)

Бронирование крейсерского корпуса из гомогенных хромоникелевых бронесталей (бронесталь Виккерс и бронесталь ВМС с медными присадками — до 1,3 % хрома и меди, до 3 % никеля и до 0,5 % углерода). С 1930 гг. медные присадки применялись для толщин до 3 дм с целью удешевления хромоникелевой бронестали. Бензохранилища и боезапас в трюмах оконечностей прикрыты бронекоробом из бронепояса, бронепалуб и двойного днища.
Бронезащиту имеют также румпельные отделения и отделения рулевых машин, толщина неизвестна.. В связи с отсутствием полётной бронепалубы, корпус не защищён от попаданий авиабобмб с пикирования. Подводная защита включает двойной борт кремнемарганцевистой стали Колвилла и топливоцистерны.. По сравнению с проектом Хирю (не выдерживает взрыв торпеды), ПТЗ проекта Сёкаку соответствовала крейсерам I ранга (до 5 торпедных попаданий).

### Противопожарная защита
Бензопроводы от бензохранилищ (в оконечностях), бензоколонки и пункты подвески вооружения смонтированы в верхних ангарных уровнях корабля с принудительной вентиляцией. Несмотря на меры безопасности, угроза объемного взрыва в замкнутом помещении была значительна, и с 1943 г. заправка авиасредств и подвеска вооружения частично производились на палубе, откуда в случае пожара аварийные ЛА могли быть сброшены за борт. 
Верхние ангары ударной авиации имеют пенную автосистему пожаротушения (100 л/мин.), истребительный ангар в крейсерском корпусе — углекислотную с заполнением газом на 18 % объёма. Все ангары имеют металлические автожалюзи на 7 отсеков на высоту ангара, бронепосты пожаротушения с пультом внутрикорабельной связи, управления жалюзи и системой пенотушения. 
После гибели от объемного взрыва авиабензина первого корпуса Сёкаку в Марианской оборонительной операции на корпусе Дзуйкаку уменьшили объём бензозапаса, заключив цистерны в бетонный блистер. Летом 1944 г. перед потоплением корабль выдержал большое число попаданий без сильного пожара.

### Окраска
Корабли окрашены по строевой схеме ВМС. Борт, надстройки, металл палуб, артбатареи окрашены шаровой краской ( (яп.  гункан иро)). Подводная часть тёмно-красная, ватерлиния и трубы дымосброса чёрные. МЗА, чехлы и тиковый настил не окрашены. Над форштевнем установлена золотая шестнадцатилепестковая хризантема Императорской династии (Императорская печать, по обоим бортам кормовой оконечности белой краской нанесено наименование корабля . С 1941 г. введены знаки национального авиаопознавания — красный круг на белом фоне в носовой части и начальная буква названия корабля в левой кормовой части палубы.

### Экипаж
Штатный экипаж включает 1,7 тыс. чел. В ходе войны численность на борту выросла за счёт присутствия штабов соединений и численности личного состава артБЧ (расчёты МЗА и РЛС). Летом 1942 г. экипаж АВ Дзуйкаку насчитывал до 1,9 тыс. чел. (авиаБЧ 770 чел.).

### Обитаемость корабля

#### Жилые помещения
Жилые, бытовые и служебные помещения размещены в оконечностях крейсерского корпуса на четырёх палубах в носу и в корме, и в галерее по левому борту нижнего уровня ангаров. Такая схема их размещения была достаточно традиционной.
В носовой оконечности размещены:
- на верхней палубе

- каюта и салон командира дивизии
- каюты командира, старпома и командиров БЧ
- штабные помещения корабля и соединения
  - канцелярия, оперативные помещения и каюты штабов.

- на нижней палубе

- двухместные каюты ротных командиров -

- кубрики личного состава:

-   - № 1 - на верхней палубе
  - № 2 - на средней палубе
  - №№ 5-7 - на нижней платформе
  - №№ 11-16 на нижней палубе

Жилые помещения авиаБЧ расположены в левой бортовой галерее средней части крейсерского корпуса:
- на верхней палубе

- одноместная каюта командира авиаБЧ
- двухместные каюты комэсков и ротных
- кубрик летного личного состава (114 человек)
- кубрик №8 личного состава

- многоместные каюты на средней палубе

- младшего комсостава авиаБЧ
- строевого комсостава из мичманов (командиров групп)

В кормовой оконечности корабля расположены кубрики мичманского и личного состава: 
- №№3-4 личного состава — на верхней палубе
- мичманского состава — на средней палубе.
- №№ 9-10 личного состава — на нижней платформе
- №№ 18-22 личного состава — на нижней палубе

В кубриках смонтированы трёхъярусные койки с жёсткой рамой (на всех кораблях ВМС, вместо мягких гамаков, начиная с Плана №1 военного кораблестроения) с личными вещевыми шкафчиками на каждого матроса и старшину. В дополнение к искусственным средствам освещения и вентиляции все каюты и кубрики, включая нижнюю палубу крейсерского корпуса, имеют задраиваемые иллюминаторы.

#### Питание и бытовые нужды
Кают-компании расположены в оконечностях: 
- командного состава — на средней палубе
- мичманского — на нижней палубе

Личный состав принимает пищу в кубриках по бачковой системе. Отдельная столовая лётного состава с камбузом расположена на верхней палубе бортовой галереи между каютами комсостава и кубриком лётного личного состава. Служба снабжения корабля имеет трюмные рефрижераторные провизионки для хранения мяса, рыбы и свежих продуктов.
Корабельные камбузы расположены в оконечностях на нижней палубе: 
- носовой - комсостава
- кормовой - мичманского и личного состава

Корабль имеет три бани с малыми бассейнами и горячей водой: 
- комсостава - на средней палубе носовой оконечности
- две личного состава - по бортам от ангара на нижней палубе.

На верхней палубе кормовой оконечности размещены механическая прачечная и швейная мастерская.

#### Медчасть
На средней палубе по левому борту размещен оборудованный медицинский блок (в корму от шахты среднего подъёмника). Медчасть корабля имеет 
- приёмное отделение
- рентгеновскую установку
- лазарет комсостава
- лазарет личного состава
- изолятор
- аптеку[15].

## ГЭУ
ГЭУ паросиловая котлотурбинная четырёхвальная смонтирована линейно в восьми смежных отсеках под бронепалубой (котельные и турбинные отсеки № 1-4). 
Общая длина отсеков 74 м: 
- паропроизводительная установка 40 м
- турбинная установка 34 м[10].

Наиболее мощная корабельная ГЭУ Императорской Японии (превосходит крейсерскую проекта Могами на 8 тыс. л. с., линейную проекта Ямато — на 10 тыс. л. с.).

### Турбинная установка
Четыре турбинных группы проекта ГУК ВМС 1920-х гг. общей номинальной мощностью до 160 тыс. л. с. в четырёх водонепроницаемых отсеках с продольными и поперечными переборками. 
Турбинная группа  проекта ГУК ВМС импульсная тройного расширения (длина 5 м):
- цилиндр высокого давления (ЦВД)- высокооборотная однопоточная турбина, скорость вращения ротора до 2,3 тыс. об/мин
- цилиндр среднего давления (ЦСД) - высокооборотная двухпоточная турбина, скорость вращения ротора до 2,3 тыс. об/мин
- цилиндр низкого давления (ЦНД) - высокооборотная двухпоточная турбина, скорость вращения ротора до 1,8 тыс. об/мин

Для большей надежности все группы имеют активные роторы (при меньшей экономичности по пару) литой стали с коваными лопатками из нержавеющей стали № 2 ВМС  (яп.  кайгун оцу тэппан). 
На гребной вал (300 об/мин полным ходом 34 уз.) момент от ЦВД-ЦСД-ЦНД передается через главный редуктор (геликоидная одноступенчатая шестерня с передаточными числами 9,24-9,40). Носовая пара групп вращает внешнюю пару гребных валов, кормовая — внутреннюю. Реверс и экономход (10 тыс. л. при 7,9 тыс. об/мин) обеспечиваются работой ЦНД (по четыре реверсных/крейсерских колеса) через редуктор экономхода (передаточные числа 4,11-8,25). Циркуляционные, конденсатные и масляные насосы дублированные c турбоприводом.

### Паропроизводительная установка
- Общий вид треугольного котла ГУК-2

Главный паровой котел ГУК-2 проекта ГУК ВМС 1914 г. для тяжелых кораблей  (яп.  Кампонсики рогата дзёкикан). Котел ГУК-2 нефтяной пятифорсуночный, водотрубный, треугольного типа с габаритами 3,5 х 4,3×3,8 м. Конструкция котла в основном соответствует треугольному котлу Ярроу 1887 г. 
Котел имеет
- поверхность нагрева 1250 м². (5 тыс. водогрейных трубок)
- пароколлектор диаметром 1,2 м
- два водяных коллектора диаметром 0,6 м
- пароперегреватель (300 м²).

Максимальная паропроизводительность котла ГУК-2 103 т/час перегретого пара (30 атм при 350 °C). Котлы расположены в автономных водонепроницаемых отсеках с двойным комплектом питательных и нефтяных турбонасосов, турбовентиляторов и теплообменников. Полный запас корабельного мазута 5 тыс. тонн, проектная дальность плавания до 10 тыс. миль (18 уз.).
Дистиллированная вода от котельных испарителей подается принудительно при температуре свыше 100 °С, турбоприводы водяных насосов и вентиляторов работают на мятом паре, который далее собирается в четырёх однопоточных холодильниках общей площадью 5,5 тыс. кв. м (по одному на турбинную группу).

### Система дымосброса
В системе дымосброса применена характерная для всех авианосных проектов 1930-х гг. схема с двумя проходящими под полётной палубой дымопроводами (отсеки №№1-2 и №№3-4) к двум бортовым трубам правого борта, изогнутым к поверхности моря. Охлаждение системы дымосброса велось забортной водой: труб через внутренние радиаторы, сбрасываемого дыма — путём распыления забортной воды внутри трубы.
Система охлаждения и бортовая схема дымосброса обеспечивают безопасность полётов и дымозащищённость полётной палубы на полном ходу корабля путем отвода холодного дыма ниже уровня палубы к поверхности моря. Для предотвращения заливания трубы имеют открываемые люки дымосброса на верхней поверхности (впервые разработаны для проекта Рюдзё). В нормальном положении люки задраены, при критическом правом крене открываются для сброса продуктов сгорания вверх от поверхности воды.
При своей эффективности такая архитектура имела и определённые недостатки ввиду сильной задымленности корпуса в районе кормовых отсеков правого борта (невозможность пользоваться иллюминаторами) и плохой обитаемости центральной части (повышенная температура) в районе проходящих под палубой раскаленных труб от котельных отсеков. От недостатков обитаемости и задымленности удалось избавиться только на проектах 1940-х гг. с островной надстройкой и вертикальной интергрированной трубой дымосброса.

## Обеспечение полётов

### Полётная палуба
Исключенная из прочностной схемы корпуса пространственная полётная палуба по конструкции идентична проекту Хирю. Ферменная надстройка включает девять состыкованных секций верхнего ангарного яруса общей длиной 242 м и шириной 29 м. Перекрытие набрано из карлингсов и бимсов с металлическим (все) и тиковым (все, кроме крайних) настилом, по краям имеет прикрытые технологические стыки. Для обеспечения полётов палуба имеет 
- поперечные аэрофинишеры
- посадочную разметку
- паровой указатель ветра.

Для обеспечения ночных полётов палуба имеет 
- три выдвижных прожектора
- ночные навигационные огни.

Для обеспечения техобслуживания имеются 
- авиационные подъёмники
- техплощадки
- бензоколонки и бензошланги.

Для обеспечения безопасности полётов палуба имеет также 
- аварийный сетчатый барьер
- бортовые барьеры и релинги
- пенную противопожарную систему
- бортовой кран для подъёма аварийных ЛА.

В походном положении для защиты запаркованных ЛА от ветра в носовой части поднимается металлический защитный экран по ширине палубы.
Побортно несколько ниже полётной палубы размещены технические и вахтенные площадки общекорабельной (палубной) БЧ (обслуживание палубного оборудования). На площадках смонтированы 
- пульты управления аэрофинишерами и аварийными барьерами
- посадочные прожектора
- топливозаправочные колонки и прочее оборудование.

В средней части корабля лётная палуба имеет бортовые спасательные сети в виде растянутых на подвижных стойках полотнища шириной до 2 м. В походном положении сети завалены, в ходе полётов подняты на 20° над бортом для удержания выкатившегося за край палубы самолёта. Для предотвращения падения за борт членов палубной команды отдельные сети безопасности имелись побортно на носовом и кормовом палубном сегменте и на кормовом свесе полётной палубы.

### Разметка и светотехническое оборудование
Для облегчения взлётно-посадочных операций полётная палуба корабля имеет полосную разметку белого цвета: 
- осевая линия
- боковые линии
- двойная остановочная линия (в районе корабельного КП)

Кормовой свес имеет предупредительную разметку в виде вертикальной решетки красно-белых полос. Для указания направления ветра палуба имеет паровое оборудование (роза ветров, над которой подается горячий котельный пар): взлётное у носовой кромки и посадочное в середине палубы.
Для взлёта-посадки в тёмное время суток и в плохих погодных условиях палуба имеет дублирующие комплексы огней: 
- продольный ряд белых огней по осевой линии
- поперечные ряды белых у носовой кромки
- поперечные ряды посадочных красных у кормовой кромки.

Дополнительными огнями отмечались боковые кромки оконечностей. Для обеспечения ночной посадки по краям палубы установлены двойные горизонтальные ряды не слепящих лётчика посадочных прожекторов заливающего света (по 3 ед. ламп в ряду) и подсветка маркеров направления ветра.

### Взлётно-посадочные операции
Командир авиаБЧ с двумя специалистами руководит воздушным движением с крыши КП. За подъём авиации из ангаров отвечает офицер палубного расчёта ТЭЧ. Взлёт разрешается флаговым семафором авиаБЧ для поочерёдного старта (интервал 20 сек., до трёх ЛА в минуту) до запрещающей отмашки.
При стандартной процедуре посадки подлетающее звено на крейсерской скорости дважды облетает корабль против часовой стрелки, после чего разбивается на отдельные экипажи. Для приёма ЛА расчёт авиаБЧ выдаёт световой сигнал с мостика, палубная команда готовится к приёму. Экипаж облетает корабль в том же направлении для установления курса и скорости принимающего корабля и подтверждения возможности приёма, а также наличия эсминца ПСС в кильватере корабля. На третьем кругу экипаж снижает скорость и окончательно подтверждает курс и скорость корабля и эсминца ПСС.
Заходя на четвертый посадочный круг, экипаж снижает высоту и заходит в заднюю полусферу корабля над эсминцем ПСС. Выпустив шасси и посадочный гак, открыв фонарь кабины и отрегулировав кресло на высокую посадку, снижает скорость до посадочной (100 уз., 185 км/ч). На удалении 0,8 км лётчик делает заход с кормы на высоте до 200 м, ориентируя машину по кормовым огням оптического привода. На заходе лётчик может получить световой запрет на посадку в случае аварийной ситуации.
Учёт ветра и бокового сноса ведётся по указанию парового маркера кормовой части. В тёмное время ориентировку обеспечивают посадочные огни по ДП и кромкам палубы.

### Оптический привод
- Схема посадки на корабль с использованием системы оптического привода
- Кормовые выстрелы оптического привода АВ Дзуйкаку

В отличие от принятой в ВМС США и Великобритании практикой вывода лётчика на глиссаду посадочным расчётом, АВ Императорской Японии имеет автоматическую систему оптического привода на посадку, позволяющую экипажу самостоятельно контролировать угол захода, снос и удаление. 
Система оптического привода на посадку разработана авиаполком ВМС Касумигаура и принята на вооружение корабельной авиации с 1933 г. Система представляет комбинацию пар кормовых выстрелов с системой линзованных огней мощностью 1 кВт: 
- короткая кормовая пара выстрелов в районе задней кромки шахты кормового подъёмника

- по 2 ед. внутренних красных огней

- длинная пара выстрелов ниже кормовой на 1 м с удалением на 15 м в нос

- по 4 ед. внешних синих огней

При общем угле визирования 6-6,5° в корму и оптимальном угле снижения на глиссаде лётчик визирует симметричный сине-красный коридор огней. При вертикальном отклонении угла глиссады нарушается вертикальная, при боковом — горизонтальная симметричность огней по бортам корабля. Мощность линзованного светового потока (до 1 кВт) достаточна для посадки в сложных метеоусловиях, видимость огней в море позволяет оценить удаление до корабля.

### Посадочное оборудование

#### Аэрофинишеры
Для обеспечения укороченной посадки всех типов авиатехники корабль имеет 11 ед. поперечных индукционных аэрофинишеров Курэ-4 с торможением от барабанов трюмной электрогенераторной системы.
- кормовая группа для штатной посадки с кормы корабля (8 ед. аэрофинишеров Курэ-4)
- носовая группа для аварийной/боевой посадки с носа корабля (3 ед. аэрофинишеров Курэ-4)

Индукционный аэрофинишер Курэ-4 1938 г.  (яп.  Курэсики ёнгата тяккан сэйдосоти)  разработки цеха авиационного оборудования округа ВМС Курэ имеет характеристики:
- цикл посадки 60 сек. (время натяга 12 сек.)
- длина тормозного пути 40 м
- максимальная посадочная скорость 29 м/сек. (107 км/ч, 57 уз.)
- максимальная скорость торможения 30 м/сек. (-2G)
- максимальная масса принимаемого ЛА 4 т

При приёме ЛА линия тросов поднимается на высоту 35 см над палубой с постов управления на техплощадках по краям палубы. В отличие от полиспастно-гидравлического финишера АФ-3 1943 г. (начиная с АВ Тайхо) электромагнитный финишер Курэ-4 не мог обеспечить базирование новейших многоцелевых машин Тяньшань и Метеор.

#### Аварийные барьеры
В центральной части палубы у конца посадочной зоны находились три тросовых полиспастно-гидравлических барьера Курэ-3. Барьер представлял собой две стойки с тремя натянутыми стальными тросами (высота основного среднего 2,5 м), поднимающихся с помощью гидропривода. В нос на границе посадочной палубной зоны расположен последний барьер упрощённой конструкции с одним тросом При удержании аварийного ЛА сетка барьера смещается вперёд на 12 м и тормозится усилием трюмных гидроцилиндров.
В нос от посадочной зоны за носовым однотросовым барьером расположена носовая парковочная зона, для защиты самолётов от ветрового напора прикрываемая с носа палубным ветрозащитным щитом из 6 ед. перфорированных стальных сегментов. При организации полётов складываемые в нос сегменты убираются в специальные пазы полётной палубы гидравлическими приводами.

## Ангары и ТЭЧ корабля

### Ангары авиации
По традиционной для ВМС Японии схеме 1930-х гг. (начиная с модернизированной пары АВ Акаги-Кага), ангарное пространство состоит из нижнего ангарного уровня в крейсерском корпусе над бронепалубой и верхнего в виде ограниченной сверху полётной палубой коробчатой надстройки на большую часть длины корпуса корабля (в носу ограничена по якорным клюзам, в корме — кормовым обрезом шахты кормового подъёмника). 
- общая полезная площадь нижнего уровня (три зоны) 180 х 20 м[18]
- общая полезная площадь верхнего уровня (три зоны) 200 х 24 м[18]
- высота каждого уровня — 5 м (два палубных пространства, в крейсерском корпусе — от средней броневой до верхней палубы)
- общая высота — 10 м.

Шахтами подъёмников ангарное пространство делится на три двухуровневых ангара видов авиации:
- носовой ангар истребительной эскадрильи
- центральный ангар легкобомбардировочной эскадрильи
- кормовой ангар торпедоносной эскадрильи

В кормовой части каждого ангара вида авиации находится шахта соответствующего подъёмника, при помощи которого производится поочередной подъём/спуск авиатехники на полётную палубу или на другой ангарный уровень. В корму от нижнего уровня ангара торпедоносной авиации расположены отсеки бомбового и торпедного боезапаса со стеллажами хранения подвесного вооружения и тележечными средствами передачи его в ангар. Кормовую оконечность за надстроечным верхним ярусом занимают служебные и ремонтные зоны общекорабельной ТЭЧ со средствами обслуживания и ремонта авиадвигателей и авиаторпед.

### Палубные подъёмники авиации
Для подъёма самолётов из обоих ярусов на полётную палубу используются три подъёмника авиации  (яп.  Хитатисики кансэнъё сёкоки) разработки и производства КБ Хитачи (электромеханический завод Хитачи-Камэидо в г. Токио). Все подъёмники балансирно-тросовые, лебёдки барабанные с редукторным электроприводом от трюмного электродвигателя.
Шахты подъёмников авиации расположены в посадочной зоне полётной палубы. Носовая шахта размещена в диаметральной плоскости палубы в районе ГКП корабля (перед ветроотбойным палубным щитом). Из-за внутренней конфигурации ангарного пространства средняя шахта (в районе аэрофинишёра №3) незначительно смещена к левому, кормовая — к правому борту. Платформы подъёмников прямоугольные со скруглёнными краями. Вырезы шахт на полётной палубе (для безопасности палубных команд и личного состава) по всему периметру имеют складываемые на время полётных операций и морских переходов релинги-поручни.
Палубный подъёмник Хитачи имеет собственные характеристики: 
- масса подъёмника 26 т
- мощность электродвигателя постоянного тока 140 л.с.
- система регулировки скорости Вард-Леонарда
- система звукового предупреждения о ходе подъёмника

и эксплуатационные характеристики: 
- грузоподъёмность платформы до 5 т
- размеры платформ 13 х 16 м/13 х 12 м/12 х 13 м (носовая/средняя/кормовая).
- вертикальная скорость платформы до 1 м/сек.
- время подъёма с нижнего яруса ангара до полётной палубы 15 сек

Шахты самолётоподъёмников имеют стойки-направляющие для платформ. На уровне ангаров шахты снабжены стальными огнезащитными шторами с электроприводом, при подъёме делящими ангарные уровни на три зоны живучести. Платформы перемещаются по шахте вертикально с приводом от навитых на два трюмных барабана восьми тросов. Трюмные барабаны приводятся в движение трюмными электродвигателями на дне шахты. При движении платформы противовесы проходят по левому борту шахты между направляющими, для фиксации платформ в верхней положении имеются платформенные стопора.  Подъём любой платформы с нижней ангарной палубы на полётную занимает не более 15 сек., полный цикл работы ангарной группы (от закатки ЛА на платформу подъёмника до выкатки на полётную палубу) - 40 сек. За график подъёма ЛА из ангаров и готовность групп к взлёту отвечает один офицер палубного расчёта.

### Технико-эксплуатационная часть корабля
Помимо боеготовых машин, в разобранном состоянии в ангарах хранятся комплекты авиатехники. Фюзеляжи закреплены на палубе вдоль бортов ангаров, ВИШ и ПТБ — раскреплены на бортах, консоли — на стеллажах верхних ярусов слева от подъёмников, двигатели — в кормовых хранилищах корабельной ТЭЧ (вокруг шахты кормового подъёмника). Для проверки работы и гонки запасных авиадвигателей имеется площадка ТЭЧ на открытой верхней палубе кормовой оконечности (слева от шахты кормового подъёмника), куда двигатели поднимались из хранилищ с помощью тельферов.
Для увеличения полезной ангарной площади и возможности перемещения членов ТЭЧ в носу и корме (от шахты кормового подъёмника до эксплуатационной зоны ТЭЧ и зоны обслуживания торпедного вооружения) корабль имел внешние забортные площадки и переходы. Для безопасности личного состава настил носовых площадок решётчатый (для водосброса заливающей на ходу воды), кормовых - стальной рифлёный по левому борту и с наждачным покрытием пола - по правому.

## Авиационное вооружение

### Проект
Первоначальный проектный штат предусматривал авиаБЧ четырёх видов авиации (8 усиленных рот, 72 экипажа, 96 ед. авиатехники):
- АвиаБЧ Дзуйкаку (проект)
  - Истребительная эскадрилья 
    - 1 усиленная рота (12 ед.)

  - Торпедоносная эскадрилья 
    -  2 ус. роты (24 ед.)

  - Легкобомбардировочная эскадрилья 
    -  2 ус. роты (24 ед.)

  - Разведывательная эскадрилья
    -  1 ус. рота (12 ед.)

  -  Самолётокомплекты
    -  24 ед. (по 6 ед. на эскадрилью)

#### Стандарт базирования 1937 г.
Строевой стандарт базирования авиации на кораблях впервые был установлен в утвержденном ГлШ ВМС Стандарте базирования корабельной авиации 1937 г.  (яп.  Кансэнхикоки тодзайхёдзюн). Стандарт 1937 г. определялся тем, что главной ударной силой корабля считалась пикировочная авиация с задачей удара по авианосным силам противника (задачей ТАЭ являлся торпедный удар по артиллерийским силам охранения).
По стандарту базирования 1937 г. проект авиаБЧ Сёкаку включал:
- усиленную роту истребительной авиации (12 ед. монопланов И-0)
- пять рот легкобомбардировочной авиации (45 ед. бипланов ЛБ-96)
- роту торпедоносной авиации (8 ед. монопланов Т-97)

Запас ТЭЧ составлял 16 самолётокомплектов (девять пикировщиков, четверку истребителей и тройку торпедоносцев).

#### Стандарт базирования 1939 г.
Штаты авиаБЧ были пересмотрены в отдельном «Стандарте базирования корабельной авиации военного периода» 1939 г.  (яп.  Сэндзи кансэнхикоки тодзайхёдзюн), т.к. численность авиаБЧ по Стандарту 1937 г. в мирное время не обеспечивалась из-за бюджетных ограничений. С 1939 г.  проект Сёкаку вместе с проектами Сорю-Хирю-Тайхо планировался для основной ударной группировки для удара по авианесущим силам противника. При зависимости точности пикирования от штормовых условий и одновременно при росте точности горизонтального бомбометания корабельной авиации, возникла идея поручить встречный удар по авианосным силам противника силам торпедоносной авиации (торпедоносцы и бомбардировщики). В результате этого, по Стандарту 1939 г. авиаБЧ проекта Сёкаку получила ИАЭ двухротного и ЛБАЭ и ТАЭ трёхротного состава (одна рота ТАЭ являлась внештатной РАЭ).

#### В ходе войны
С весны 1941 г. численность авиатехники была снижена до 84 ед. Машины обр. 1936 г. ЛБ-96 и И-96 были заменены на ЛБ-99 и И-0 (обр. 1939-40 гг.). В связи с появлением на вооружении И-0 была принята ИАЭ двухротного состава (2 самолётокомплекта), ЛБАЭ и ТАЭ трёхротного состава (по 5 самолётокомплектов). При этом вся авиатехника уже не могла быть размещена только в ангарах, и принималось во внимание, что достаточно широкая полётная палуба позволяла планировать палубную парковку авиации.
По предвоенному документу ГУ авиации ВМС «Размещение корабельной авиации в ангарах  с 1941 г.»  (яп.  Сёва 16 нэндоико куботодзайки какунодзёкё тёса) для АВ Сёкаку планировался также вариант авиаБЧ в составе ИАЭ и ЛБАЭ двухротного и ТАЭ трёхротного состава с палубной парковкой усиленной роты ЛБАЭ (запас ТЭЧ 2 самолётокомплекта ИА и по 5 самолётокомплектов ударной авиации).
В ходе войны на кораблях базировались опытные Р-2. С 1943 г. на вооружении появились последние модификации И-0, пикировщики Комета и торпедоносцы Тяньшань.
| Корабль  | Дата           | ИАЭ                 | ЛБАЭ                  | ТАЭ                      | РАЭ                | АвиаБЧ         |
| -------- | -------------- | ------------------- | --------------------- | ------------------------ | ------------------ | -------------- |
|          |                |                     |                       |                          |                    |                |
| Сёкаку   | конец 1941 г.  | 2 роты (18 ед. И-0) | 3 роты (27 ед. ЛБ-99) | 3 роты (27 ед. Т-97)     | нет                | 8 рот (72 ед.) |
| Дзуйкаку | конец 1941 г.  | 2 роты (18 ед. И-0) | 3 роты (27 ед. ЛБ-99) | 3 роты (27 ед. Т-97)     | нет                | 8 рот (72 ед.) |
| Сёкаку   | весна 1942 г.  | 2 роты (21 ед. И-0) | 2 роты (20 ед. ЛБ-99) | 2 роты (21 ед. Т-97)     | нет                | 8 рот (62 ед.) |
| Дзуйкаку | весна 1942 г.  | 2 роты (21 ед. И-0) | 2 роты (14 ед. ЛБ-99) | 2 роты (18 ед. Т-97)     | Р-2                | 6 рот (63 ед.) |
| Сёкаку   | лето 1942 г.   | 3 роты (26 ед. И-0) | 2 роты (14 ед. ЛБ-99) | 2 роты (18 ед. Т-97)     | Р-2                | 6 рот (59 ед.) |
| Дзуйкаку | лето 1942 г.   | 3 роты (27 ед. И-0) | 3 роты (27 ед. ЛБ-99) | 2 роты (18 ед. Т-97)     | нет                | 8 рот (72 ед.) |
| Сёкаку   | осень 1942 г.  | 2 роты (18 ед. И-0) | 2 роты (20 ед. ЛБ-99) | 2 роты (23 ед. Т-97)     | нет                | 6 рот (61 ед.) |
| Дзуйкаку | осень 1942 г.  | 3 роты (27 ед. И-0) | 3 роты (27 ед. ЛБ-99) | 2 роты (18 ед. Т-97)     | нет                | 8 рот (72 ед.) |
| Сёкаку   | 1943-44 гг.    | 3 роты (27 ед. И-0) | 3 роты (27 ед. ЛБ-99) | 2 роты] (18 ед. Т-97)    | тройка Р-2         | 8 рот (75 ед.) |
| Дзуйкаку | 1943-44 гг.    | 3 роты (27 ед. И-0) |                       |                          | тройка Р-2         | 8 рот (75 ед.) |
| Дзуйкаку | осень 1944 гг. | 5 рот (44 ед. И-0)  | нет                   | 2 роты (14 ед. Тяньшань) | 1 рота (7 ед. Р-2) | 8 рот (65 ед.) |

## Артиллерийское вооружение

### Система наведения
Группа наведения дивизиона универсального калибра обслуживает 4 ед. СУО-94 ПВО  (яп.  Кюенсики косясоти) включающей командно-дальномерный пост КДП-94 и зенитный автомат стрельбы ЗАС-94  (яп.  Кюенсики косяки/Кюенсики кося сягэкибан). Во вращающейся бронированной башне КДП-94 ПВО с круговым обзором размещен визир центральной наводки ВМЦ-94 ПВО и морской стереодальномер ДМ-94 (база 4,5 м)  (яп.  Кюенсики кося хоибан/Кюенсики соккёги). Расчёт и передача стрельбовых данных и полных углов наводки на сопровождаемые воздушные цели производится зенитными автоматами стрельбы ЗАС-94. На дистанции до 120 каб. (22,2 км) КДП-94 и ЗАС-94 обеспечивают визуальное сопровождение и выработку стрельбовых данных для эффективной завесной стрельбы одной или несколькими спаренными батареями АК-89 по групповой воздушной цели со скоростью до 500 км/ч.
Основные технические характеристики корабельной СУО-94 ПВО 1934 г.:
Габариты и масса:
- КДП-94 — высота 1.6 м, диам. тумба/визир 1,8-5 м, масса 3.5 т
- ЗАС-94 — длина Х ширина Х высота 1.5 Х 0.6 Х 0.9 м, масса 1,25 т

Основные технические характеристики КДП-94
- время сопровождения: 20 сек.
- данные сопровождения: дальность 1.5-20 км/угол −15°-105°/азимут ±220°/
- скорость приводов: азимутальный 16°/ сек. вертикальный 8°/ сек.
- точность замеров: до 12 мин. азимут/вертикаль
- точность установки взрывателя 0.02 сек.

Основные технические характеристики ЗАС-94:
- время расчёта: до 20 сек.
- Угол наведения батареи ±45°
- Вертикальный угол орудия ±30°
- установка взрывателя 1-43 сек.

Вводимые данные ЗАС-94:
- от КДП

- высота цели 0-10 км
- вертикальный угол −10°/+105°
- азимут ±220°
- данные креномера: дифферент ±10°/крен±15°

- Ввод расчётом ЗАС

- дистанция стрельбы 0,7-12,5 км
- скорость цели до 500 уз.

- Ручные поправки

- азимутальная/вертикальная ±200 м
- дистанции ±3 км
- упреждения ±3 км
- установки взрывателя ±10 сек.

Группа наведения дивизиона МЗА обслуживает 4 ед. батарей МЗА с наведением от зенитных автоматических прицелов ЗАП-95  (яп.  Кюгосики кидзю косясоти)(1935 г.) (две батареи на борт). Наведение батарей производится силовыми синхропередачами постоянного тока с повторением угла наведения и вертикального угла батарейного визира. На дистанции до 5,5 км ВМЦ-95 обеспечивает визуальное сопровождение и эффективный огонь батареи МЗА (до 6 ед. АК-96) по воздушной цели со скоростью до 500 км/ч.

#### Арткомплексы ПВО
- Сверху вниз: спонсон АК-89, КДП-94, станок АК-96

Дивизион ПВО обслуживает шесть спонсонных батарей универсального морского арткомплекса АК-89 (12 ед. стволов 5 дм). Дальность стрельбы арткомплекса АК-89 70 каб. (13 км), досягаемость по высоте 9,5 км, скорострельность до 12-14 выстрелов/мин (180 выстрелов на ствол). Арткомплекс с начальной скоростью до 720 м/с ведёт огонь фугасными и осколочно-фугасными снарядами раздельного заряжания массой 32,4 кг с дистанционным взрывателем. При угле возвышения 45° эффективная досягаемость по высоте 9,5 км, эффективная дальность завесного огня до 15 км. Техническая скорострельность системы до 14 выстрелов/мин. Установка дистанционного воздушного взрывателя ведётся по указаниям ЦАП на основании данных ЗАС-94.
Дивизион МЗА обслуживает четыре батареи МЗА (8 ед. строенных АК-96, 24 ствола 1 дм). Автоматическое орудие АК-96 (Гочкисс) с начальной скоростью 900 м/с ведёт огонь унитарными фугасными и осколочно-фугасными патронами 1 дм/2,5 кг. При максимальном угле возвышения 85° эффективная досягаемость по высоте 5,5 км, эффективная дальность до 7,5 км. Техническая скорострельность до 2 выстрелов/сек. (обойма 15 патронов). Батарейная наводка АК-96 силовыми синхропередачами постоянного тока от батарейных визиров МЗА ВМЦ-95. Осенью 1942 г. оба корпуса получили по паре строенных АК-96 в оконечностях и 16 ед. одинарных в районе носовых спонсонов арткомплекса ПВО. Осенью 1944 г. корпус Дзуйкаку получил до 20 съёмных одинарных станков и пару строенных в районе КП. Дополнительно в носовой оконечности полётной палубы корабли несут 8 станков НУРС 5 дм (по 28 неуправляемых ракет) для залповой стрельбы по заходящей по курсу торпедоносной авиации.

## Радиотехническое вооружение
- Общий вид РЛС-2 АВ Дзуйкаку
- Общий вид РЛС-3

#### Радиолокационное
Дивизион радиолокационного вооружения (с 1944 г.) штурманской БЧ включает две РЛС слежения за воздушной обстановкой.
- 2 ед. одноканальных двухкоординатных РЛС-2 метрового диапазона

- носовая и кормовая матрасные вращающиеся антенны (три горизонтальных, четыре вертикальных диполя, 3,3×1,8 м, масса 0,8 т). Длина волны 1,5 м, мощность 5 кВт, дальность обнаружения надводной цели I ранга до 100 км. На АВ Сёкаку носовая антенна первого поколения смонтирована вместо КДП-94, антенна второго поколения на АВ Дзуйкаку — вращающаяся на крыше КДП-94.

- одноканальная двухкоординатная РЛС-3 метрового диапазона

- лестничный диполь перед стеньгой грот-маты. Длина волны 2 м, мощность 10 кВт, дальность обнаружения групповой воздушной цели 150 км, дальность определения свой-чужой 300 км.

#### Гидроакустическое
Дивизион гидроакустического вооружения штурманской БЧ включает
- пассивную шумопеленгаторную станцию ШПС-93  (яп.  Кюсансики суйтю тёонки)

- носовая эллипсообразная антенна диам. 3 м (16 электродинамических гидрофонов), диапазон 0,5-2,5 кГц, угловая ошибка до 5 гр.)

- пассивную шумопеленгаторную станцию ШПС-0  (яп.  Рэйсики суйтю тёонки)

- носовая эллипсообразная антенна диам. 4 м (30 электродинамических гидрофонов), диапазон 0,5-2,5 кГц, угловая ошибка до 3 гр.)

#### Средства радиосвязи
Средства радиосвязи БЧ связи корабля включают: 
- 10 передатчиков:

- ДВ-диапазона 5 ед.
- ДВ-КВ-диапазона 1 ед.
- КВ-диапазона  4 ед.

- 18 приёмников

- 16 ДВ-КВ-диапазона
- 2 КВ-диапазона

- 15 постов голосовой радиосвязи

- СВ-диапазона 4 ед.
- КВ-диапазона 2 ед.
- УКВ-диапазона 9 ед.

Вспомогательное оборудование БЧ связи включает 3 контрольных генератора, комплект антенных эквивалентов и рефлектометров, 4 радиопеленгатора ДВ-диапазона, 4 устройства шифрации текста ШМ-97.

#### Антенные средства
Для растяжки антенн корабль несёт две пары заваливаемых шарнирных антенных мачт в кормовой части. В вертикальном положении мачта фиксировалась стопором на кромке лётной палубы, в горизонтальном — опиралась на специальный фундамент и могла быть удержана в промежуточных положения (30° и 60° от вертикали). При заваливании электроприводом операция занимала штатно одну минуту, при аванийном ручном — до 12 минут.
Другие антенны натягивались на четырёх парах (по две с каждого борта) неподвижных выстрелов, расположенных в носовой и средней части корабля на уровне палубы зенитных орудий и автоматов.

## Список корпусов
| Название корабля                | Изображение | Подрядчик   | Завод         | Закладка      | В строю       | Водоизмещение | Размеры          | ГЭУ            | Скорость | Артвооружение           | Авиавооружение | Экипаж         | Судьба                    |
| ------------------------------- | ----------- | ----------- | ------------- | ------------- | ------------- | ------------- | ---------------- | -------------- | -------- | ----------------------- | -------------- | -------------- | ------------------------- |
| Сёкаку Парящий журавль 翔鶴     |             | ВМС         | Йокосука      | конец 1937 г. | лето 1941 г.  | 25,7 тыс. т   | 257,5 x 26 x 9 м | 160 тыс. л. с. | 34 уз.   | 16 ед. 5 дм 36 ед. 1 дм | 72 ед. ЛА      | 1, 7 тыс. чел. | Уничтожены (лето 1944 г.) |
| Дзуйкаку Священный журавль 瑞鶴 |             | Гражданский | Кавасаки-Кобэ | весна 1938 г. | осень 1941 г. | 25,7 тыс. т   | 257,5 x 26 x 9 м | 160 тыс. л. с. | 34 уз.   | 16 ед. 5 дм 36 ед. 1 дм | 72 ед. ЛА      | 1, 7 тыс. чел. | Уничтожены (лето 1944 г.) |

## История службы

### Сёкаку
В конце 1941 г. в составе ДАВ № 5 ВМС принимал участие в наступательной операции Гавайи — ударе по Тихоокеанскому флоту ВМС США. Получил повреждения от авианалетов весной 1942 г. в ходе боевых действий у берегов Австралии в Коралловом море, до осени находился в ремонте. В ходе оборонительной операции арх. Соломоновых о-вов осенью 1942 г. поврежден авианалетом у арх. Санта-Крус, до весны 1943 г. в ремонте. В ходе Филиппинской стратегической оборонительной операции летом 1944 г. уничтожен торпедной атакой ПЛ № 244 Кавелла ВМС США у арх. Марианских о-вов с гибелью 1,3 тыс. членов экипажа.

### Дзуйкаку
В конце 1941 г. в составе ДАВ № 5 ВМС принимал участие в наступательной операции Гавайи — ударе по Тихоокеанскому флоту ВМС США. Большие потери авиации весной 1942 г. у берегов Австралии в Коралловом море привели к передаче корабля из стратегической наступательной операции у ат. Мидуэй в состав сил для оккупации Алеутских о-вов. В ходе оборонительной операции арх. Соломоновых о-вов осенью 1942 г. повторно понес тяжелые потери в силах авиации у арх. Санта-Крус. В 1943 г. передал авиацию для усиления авиационной группировки базы ВМС Рабаул. В ходе Филиппинской стратегической оборонительной операции летом 1944 г. получил серьезные повреждения от авианалетов, обеспечивал ПВО о. Тайвань, осенью в составе 3-го Флота ВМС уничтожен авианалетом авиации ВМС США у о. Самар.

## Комментарии